# وقس متعمم
الوقس المتعمم (بالإنجليزية: Generalized vaccinia)‏ هو حالة جلدية تحدث بعد 6–9 أيام من التطعيم، وتتميز بانتشار مرض جلدي ناجم عن فيروس «الوقس» (بالإنجليزية: vaccinia virus)‏.:391